# 대한민국의 줄다리기
대한민국의 줄다리기는 대한민국줄다리기협회가 대한민국의 줄다리기 종목 행정을 총괄한다.

## 대회

### 폐지 대회
| 대회         | 주최       | 설립   | 폐지   | 비고 |
| ------------ | ---------- | ------ | ------ | ---- |
| 전국체육대회 | 조선체육회 | 1924년 | 1924년 |      |

## 참고 문헌
- 대한체육회 대회운영부 (2023년 9월 12일). 《2023년 종목별 전국규모 국내대회 개최현황》. 대한체육회.
- “스포츠지원포털 등록 현황”. 대한체육회.
- 《2019 체육백서》. 대한민국 문화체육관광부. 2021.
- 《2020 체육백서》. 대한민국 문화체육관광부. 2022.
- 《2021 체육백서》. 대한민국 문화체육관광부. 2023.
- 《2022 체육백서》. 대한민국 문화체육관광부. 2024.

## 같이 보기
- 대한민국줄다리기협회